# Ассампшен (аэропорт)
Ассампшен (ИКАО: FSAS) — аэропорт, расположен на коралловом острове Ассампшен, Сейшельская республика.
Аэропорт находится на высоте 3 метра над уровнем моря. Есть одна асфальтовая взлётно-посадочная полоса длиной 1208 метров.